# Zgornja Senarska
Zgornja Senarska je naselje v Občini Sveta Trojica v Slovenskih goricah.